# Hemichromis guttatus
Specie di pesce d'acqua dolce della famiglia Cichlidae.

## Descrizione
Questa specie raggiunge una lunghezza massima di circa 11 cm. Presenta una splendida colorazione rossa, leggermente più chiara nella zona delle branchie e del ventre. Sull'opercolo branchiale è molto evidente una macchia scura. Il peduncolo caudale è privo di macchie; soltanto sul corpo, un po' al di sopra della metà, si trova una macchia scura rotonda che, a seconda dell'umore, si allunga verso il dorso o, in basso, verso l'ano assumendo così la forma di una fascia sfumata. A volte, quella macchia presenta un contorno chiaro. Il corpo di questa specie è leggermente più alto rispetto a quello delle altre.

## Habitat naturale
Si trova in Costa d'Avorio, Ghana, Nigeria e Camerun.

## Fonti
- (Ciclidi dell'Africa Occidentale) Horst Linke - Wolfgang Staeck